# جو تارکل
جو تارکل (انگلیسی: Joe Turkel؛ زادهٔ ۱۵ ژوئیه ۱۹۲۷ – ۲۷ ژوئن ۲۰۲۲) بازیگر اهل ایالات متحده آمریکا بود.

## گزیده فیلمشناسی
- شمشیر در صحرا (۱۹۴۹)
- سرنیزه‌های استوار (۱۹۵۱)
- کشتن (۱۹۵۶)
- ترغیب دوستانه (۱۹۵۶)
- گربه‌های جهنمی نیروی دریایی (۱۹۵۷)
- جین ایگلز (۱۹۵۷)
- راه‌های افتخار (۱۹۵۷)
- وارلاک (۱۹۵۹)
- تازه‌به‌دوران‌رسیده‌ها (۱۹۶۴)
- دانه‌های شن (۱۹۶۶)
- کشتار روز ولنتاین (۱۹۶۷)
- درخشش (۱۹۸۰)
- بلید رانر (۱۹۸۲)
- نیمه تاریک ماه (۱۹۹۰)

## زندگی شخصی
تارکل با آنیتا ژوزفین کاچیاتور ازدواج کرد و صاحب دو پسر شدند. او هنگام حضور در یک راهپیمایی در سال ۲۰۱۱ که در اشغال سیاتل شرکت کرده بود، خود را به عنوان یک «دموکرات مترقی لیبرال» معرفی کرد.
در ۲۷ ژوئن ۲۰۲۲، تارکل در سن ۹۴ سالگی در مرکز بهداشت سنت جان در سانتا مونیکا، کالیفرنیا درگذشت.